# MX 소총
MX 소총은 국방과학연구소에서 개발한 소총이다. 1971년, 외산 무기를 개량하고 한국 내에서 자력으로 무기를 생산하려는 번개사업이 추진되면서 국방과학연구소에 미군 무기를 40일이라는 단기간에 복제/개량하는 지시가 내려지고, 제작 중에는 M14 소총을 모델로 M1 개런드를 개조해 외부탄창과 자동사격이 가능하도록 개량한 MX 소총이  2정 개발되었다. 그러나 M16 소총을 이미 국내에서 라이선스 생산을 시작해 제식 소총으로 결정되어 있는 상태였다. 따라서 MX 소총은 예비군용 총기로 생산될 예정이었다. 하지만 M16A1을 국산화하는데 성공, MX 소총이 개발하던 시대에 뒤떨어졌다고 하여 결국 개발 중단되면서 취소되었다.